# Dissel (houtbewerking)

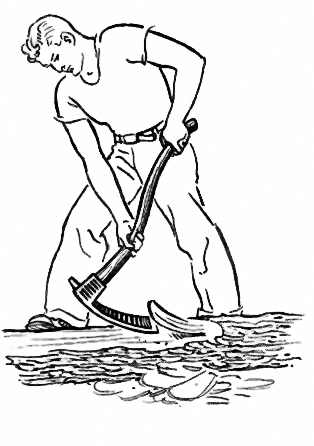
Dissel in gebruik.

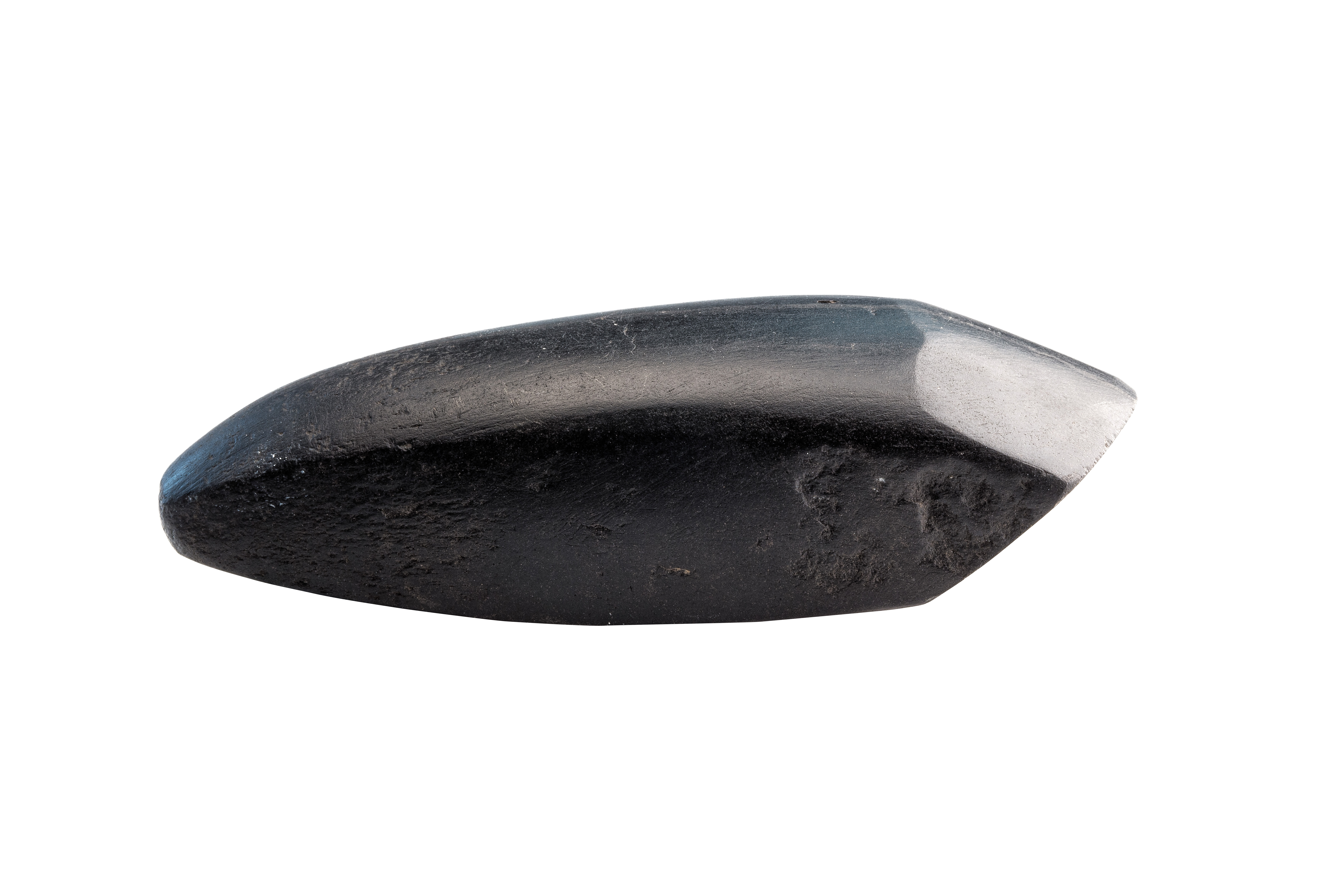
Dissel in phtaniet, 5300 tot 4800 v.Chr., vindplaats: Mogelijk Rosmeer (Gallo-Romeins Museum, Tongeren)

Een dissel is een houtbewerkingsgereedschap dat lijkt op een bijl maar met het stalen blad dwars op de steel. Het wordt gebruikt voor het glad afwerken van bijvoorbeeld ruwe boomstammen of ander ruw bewerkt hout. In het algemeen staat men wijdbeens over een boomstam en al teruglopend slaat men de dissel naar zich toe om zo het hout te bewerken. Dissels worden onder andere gebruikt voor het vierkant afwerken van boomstammen of het uithollen ervan.

## Prehistorie
Dissels werden voor het eerst op grote schaal gebruikt door neolithische landbouwers. Ze werden vervaardigd uit geslepen stenen, zoals de schoenleestbijl van de bandkeramische cultuur, of soms uit pounamu, verschillende jade varianten.

## Vroegere scheepsbouw
In de middeleeuwen en latere tijden, werden op scheepswerven de boomstammen met een dissel, een V-vormige ijzeren pin, tot planken gekapt. Op de Bataviawerf in Lelystad wordt nog op deze oude manier het scheepshout bewerkt.

## Kuiperij
Dissels worden nog steeds gebruikt door kuipers voor het bewerken van de duigen.

## Galerij

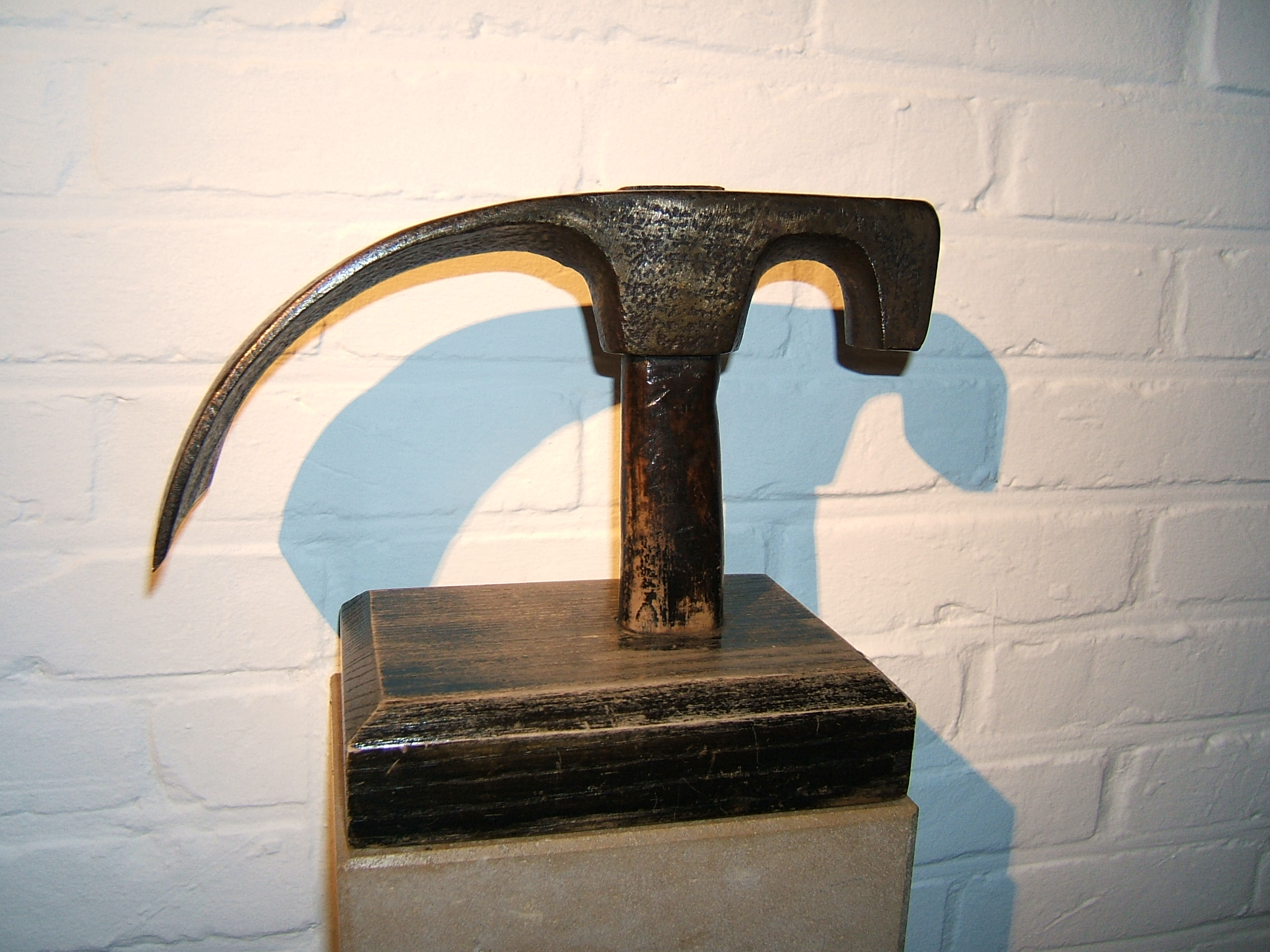
Kuipersdissel
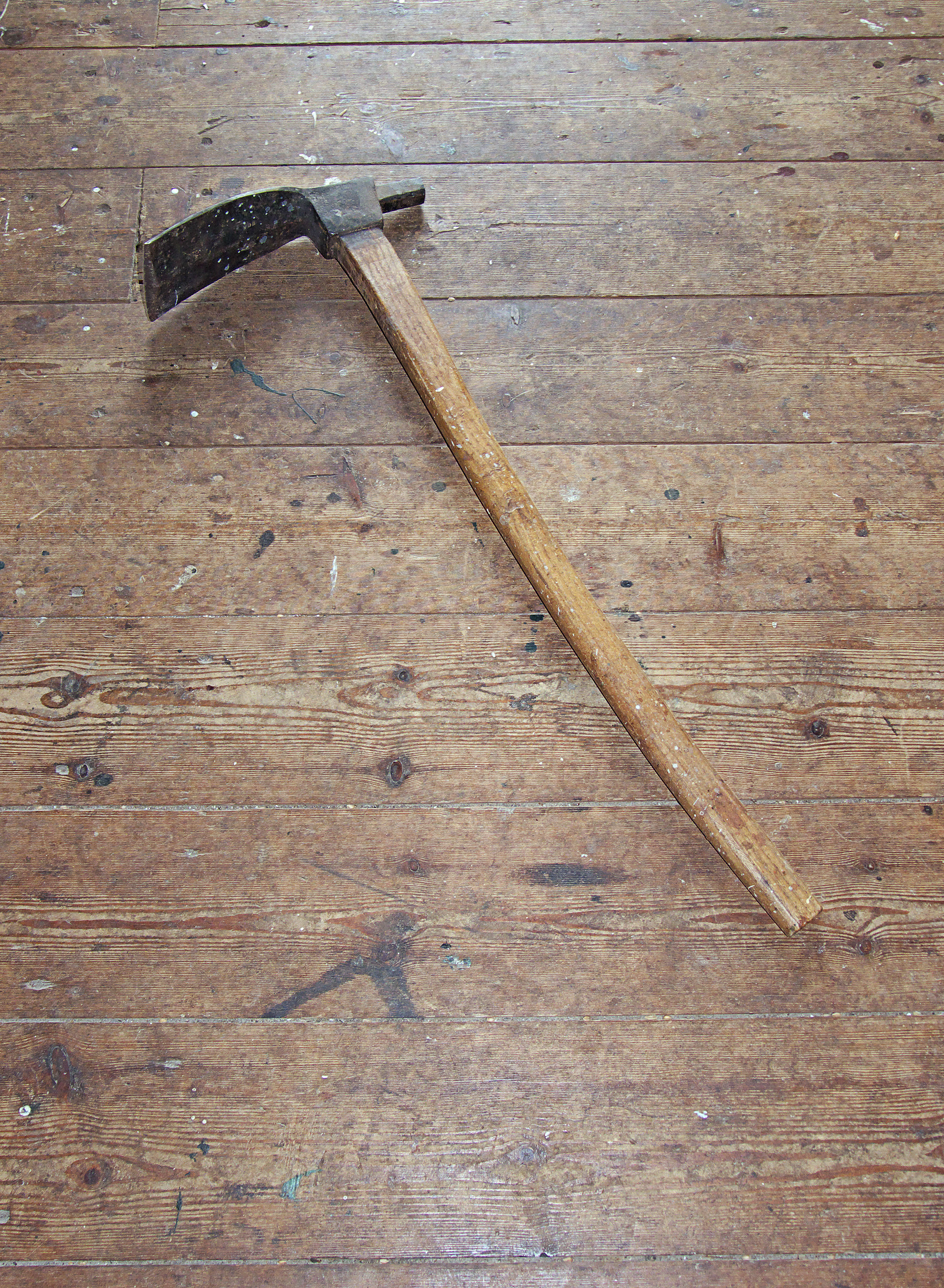
Dissel